# Love Liza
Pour plus de détails, voir Fiche technique et Distribution.
Love Liza est un film américain réalisé par Todd Louiso, sorti en 2002.

## Fiche technique
- Titre français : Love Liza
- Réalisation : Todd Louiso
- Scénario : Gordy Hoffman
- Photographie : Lisa Rinzler
- Musique : Jim O'Rourke
- Pays d'origine : États-Unis
- Date de sortie : 2002

## Distribution
- Philip Seymour Hoffman : Wilson Joel
- J. D. Walsh : Bern
- Jimmy Raskin : Pad
- Kathy Bates : Mary Ann Bankhead
- Erika Alexander : Brenda
- Wayne Duvall : Gas Station
- Stephen Tobolowsky : Tom Bailey
- Jack Kehler : Denny
- Chris Ellis : Patriot Model Aeronautics Clerk
- John McConnell : High School Principal
- Kelli Garner : Huffer Girl